# Air Navigation & Engineering Company
Air Navigation & Engineering Company Ltd. war ein britischer Hersteller von Automobilen und Flugzeugen.

## Unternehmensgeschichte
Die Blériot-Flugzeugfabrik hatte während des Ersten Weltkrieges eine Fabrik in Addlestone eröffnet, um Flugzeuge der Marken Société de Production des Aéroplanes Deperdussin und Avro herzustellen. 1919 wurde die Air Navigation & Engineering Company Eigentümer dieses Werkes und begann 1920 mit der Produktion von Automobilen. Deren Markenname lautete Blériot-Whippet. Es bestand keine Verbindung zum französischen Unternehmen Blériot Aéronautique. 1927 endete die Produktion.

## Automobile
Das einzige Modell Blériot-Whippet war ein Cyclecar.